# 奧拉尼 (布羅德區)
49°58′11″N 25°10′20″E / 49.96972°N 25.17222°E
奧拉尼（烏克蘭語：Орани），是烏克蘭西部的村莊，隸屬利維夫州的佐洛奇夫區。該村始建於600年，面積0.43平方公里，海拔高度305米，2001年人口87，人口密度每平方公里202.33人。